# Championnat de Tunisie de football 1991-1992
Navigation
Saison précédente Saison suivante
La saison 1991-1992 du championnat de Tunisie de football est la 37e édition de la première division tunisienne à poule unique, la Ligue Professionnelle 1. Les quatorze meilleurs clubs tunisiens jouent les uns contre les autres à deux reprises durant la saison, à domicile et à l'extérieur. En fin de saison, les deux derniers du classement sont relégués et remplacés par les deux meilleurs clubs de la Ligue Professionnelle 2.
Le Club africain remporte le dixième titre de champion de Tunisie de son histoire en terminant en tête du championnat, avec un seul point d'avance sur le Club athlétique bizertin et 17 sur le tenant du titre, l'Espérance sportive de Tunis. Le Club africain réalise même le doublé en battant le Stade tunisien en finale de la coupe de Tunisie. C'est une année exceptionnelle pour le club avec ce titre dans la continuité de sa victoire en coupe des clubs champions.

## Clubs participants
- Club athlétique bizertin
- Océano Club de Kerkennah - Promu de LP2
- Club africain
- Espérance sportive de Tunis
- Étoile sportive du Sahel
- Club sportif de Hammam Lif
- Avenir sportif de La Marsa
- Union sportive monastirienne
- Stade tunisien
- Club sportif sfaxien
- Club olympique des transports
- Jeunesse sportive kairouanaise
- Olympique de Béja
- Espérance sportive de Zarzis - Promu de LP2

## Compétition

### Classement
Le barème de points servant à établir le classement se décompose ainsi :
- Victoire : 4 points
- Match nul : 2 points
- Défaite : 1 point

| Rang | Équipe                           | Pts | J  | G  | N  | P  | Bp | Bc | Diff |
| ---- | -------------------------------- | --- | -- | -- | -- | -- | -- | -- | ---- |
| 1    | Club africain (C)                | 84  | 26 | 18 | 4  | 4  | 50 | 14 | +36  |
| 2    | Club athlétique bizertin         | 83  | 26 | 18 | 3  | 5  | 42 | 13 | +29  |
| 3    | Espérance sportive de Tunis (T)  | 67  | 26 | 11 | 8  | 7  | 28 | 17 | +11  |
| 4    | Avenir sportif de La Marsa       | 63  | 26 | 10 | 7  | 9  | 22 | 22 | 0    |
| 5    | Étoile sportive du Sahel         | 62  | 26 | 9  | 9  | 8  | 36 | 33 | +3   |
| 6    | Olympique de Béja                | 63  | 26 | 10 | 6  | 10 | 25 | 31 | -6   |
| 7    | Stade tunisien                   | 59  | 26 | 8  | 9  | 9  | 38 | 36 | +2   |
| 8    | Océano Club de Kerkennah (P)     | 59  | 26 | 9  | 6  | 11 | 27 | 31 | -4   |
| 9    | Club sportif de Hammam Lif       | 57  | 26 | 7  | 10 | 9  | 23 | 25 | -2   |
| 10   | Club sportif sfaxien             | 57  | 26 | 8  | 7  | 11 | 26 | 33 | -7   |
| 11   | Jeunesse sportive kairouanaise   | 55  | 26 | 6  | 11 | 9  | 18 | 26 | -8   |
| 12   | Union sportive monastirienne     | 52  | 26 | 5  | 11 | 10 | 17 | 27 | -10  |
| 13   | Espérance sportive de Zarzis (P) | 50  | 26 | 6  | 6  | 14 | 23 | 41 | -18  |
| 14   | Club olympique des transports    | 49  | 26 | 6  | 5  | 15 | 15 | 40 | -25  |

|  | Qualification pour la coupe des clubs champions 1993                                         |
|  | Qualification pour la coupe des coupes 1993                                                  |
|  | Relégation directe en deuxième division                                                      |
|  | (T) Tenant du titre (C) Vainqueur de la coupe de Tunisie (P) Club promu de deuxième division |

## Bilan de la saison
| Championnat de Tunisie de football 1991-1992 |                               |
| Champion                                     | Club africain (10e titre)     |
| Coupes et trophées                           |                               |
| Vainqueur de la Coupe de Tunisie 1991-1992   | Club africain                 |
| Qualifications continentales                 |                               |
| Coupe des clubs champions 1993               | Club africain                 |
| Coupe des coupes 1993                        | Stade tunisien                |
| Promotions et relégations                    |                               |
| Promus en Ligue Professionnelle 1            | Sfax railway sport            |
| Promus en Ligue Professionnelle 1            | Avenir sportif de Kasserine   |
| Relégués en Ligue Professionnelle 2          | Espérance sportive de Zarzis  |
| Relégués en Ligue Professionnelle 2          | Club olympique des transports |